# Bambie Thug
Бамби Реј Робинсон (енгл. Bambie Ray Robinson; Макрум, 6. марта 1994) познатији под именом Bambie Thug, је ирски певач и текстописац. Рађа се и одраста у Макруму, у округу Корк, у Ирској. У почетку тренира балет, а касније се сели у Лондон да тренира плес. Међутим, на половини студија, Робинсон ломи руку. Као резултат повреде, Робинсон прелази на студије музичког позоришта, што касније доводи до каријере у музици. Робинсон тврди да меша бројне жанрове у својој музици, сковајући сопствени термин, „виџа-поп”, из презира због тога што их стављају у један жанр. Њихова музика је инспирисана разним темама, укључујући раскиде, вештичарење и зависност од дрога.
Робинсон представља Ирску на Песми Евровизије 2024. након победе у ирском националном финалу Eurosong 2024. са песмом Doomsday Blue. Након победе на Eurosong-у, и песма и Робинсон добијају широку медијску покривеност, посебно у локалним ирским медијима, изазивајући похвале и критике различитих ирских личности и група. Песма је завршила на 6. месту у финалу Песме Евровизије.

## Младост
Робинсон се рађа у Макруму, у округу Корк, 6. марта 1994, од оца Швеђанина и мајке из Корка, и има три сестре. Одраста у Макруму. У почетку се школује за балет, а касније се сели у Лондон на стипендију за плес. Међутим, Робинсон ломи руку током студирања на колеџу, пребацивши се на студије музичког позоришта.

## Музичка каријера

### Почеци, објављивање синглова (2021–2022)
Робинсон објављује свој деби сингл, Birthday, 5. марта 2021. године. Песму, која је написана током њихове зависности од дроге, писац за The Line of Best Fit Роберт Давидсон описао је као „стоички, али разбијен ток свести... са наговарајућим гласом који документује догађаје око себе као развратни дневник. Лебде кроз туче, конзумирају обиље дроге и нестрпљиво чекају свог дилера који касни“. Робинсон касније те године објављује још три сингла, укључујући Psilocyber, песму о „психоделичном“ компјутерском вирусу, P.M.P, песму која промовише сексуалну позитивност и љубав Робинсон према „моћи пичке“ и High Romancy. До 2022. године, писац за Rockflesh Стјуарт Лукас описао је њихову музику као „оштру и директну и чини се да је или о сексу и дрогама или о дрогама и сексу“.
Робинсон почиње везу са непознатом особом до Божића 2021. године. Међутим, након везе коју описује као „стварно токсичну“, веза је окончана 2022. године, што је довело до сломљеног осећаја „поверења и осећаја себе“ за Робинсон. Робинсон објављује Merry Christmas Baby 9. децембра 2022, наводећи за веб-магазин Kerrang!, „Смешно је како се људи мењају као годишња доба, прошлог Божића се заклињем да нађох праву особу. Љубав заиста има начин да обоји црвене заставе у бело.“

### Egregore, Cathexis(2023)
У априлу 2023, Робинсон објављује свој први сингл те године, Egregore. Наводи да песма, названа по окултном термину, говори о њиховој жељи да као самостални уметник разбије аутодеструктивне навике.
Робинсон најављује свој први ЕП, Cathexis, 11. августа 2023, а ЕП званично је објављен 13. октобра. Уз најаву, објављује и два сингла, Careless и Last Summer (I Know What You Did). У интервјуу за DIY Magazine, изјављује да се ЕП, под утицајем љубави према музичком позоришту, фокусира на то да је „биће и ликови... [међутим,] ликови понекад служе као оклоп. Када ја нисам у невероватном менталном простору, то су ствари на које могу да се ослоним, али све су то још увек моји аспекти."

### Песма Евровизије (2024)
Дана 11. јануара 2024, Робинсон се појављује на списку учесника на такмичењу Eurosong 2024, ирском избору за Песму Евровизије одржаног 26. јануара са својом песмом Doomsday Blues. Робинсон завршава на врху гласања националног жирија и телегласања и на трећем месту гласања међународног жирија. На крају, односи победу и право да представља Ирску на Песми Евровизије 2024. Дениз О'Донохју из часописа Irish Examiner приметила је популарност извођача на друштвеним мрежама и у студију емисије The Late Late Show (чији је Eurosong део), где је публика у више наврата позвала гласаче да „пошаљу вештицу“.
Након победе на Eurosong-у, Робинсон привлачи пажњу медија, посебно локалних ирских медија. Песма и извођач су добиле критике ирских десничарских личности након победе. Херман Кели, председник крајње десничарске Ирске партије слободе, твитовао је оштре коментаре о Робинсону, наводећи: „Bambie Thug мора да је највећа ћурка од Дастина из Турске. Чини се да је слављење сатанизма и небинарних „воук“ будалаштина начин рада ирског естаблишмента“. Сама песма је такође добила похвале због своје јединствености у поређењу са прошлим ирским песмама послатим на Евровизију. Писац за The Irish Times Ед Пауер дао је позитивну рецензију, рекавши: „Њихова мешавина попа и индустријског метала као шећер и зачини ће несумњиво узбуркати воду у Малмеу“.

## Музички стил
Робинсон користи термин „вуџа-поп“ да опише своју музику. Касније изјављује да, „оно што радим је хиперпанк авант електро-поп. Ми то зовемо грит поп или рот, али недавно кујем термин вуџа-поп“. Наводи да кује тај термин због невољности да буду „стављени у кутију“, уместо да комбинује бројне жанрове, при чему Робинсон „никада нема ништа на уму“ кад год прави музику. Један од њихових главних музичких утицаја је невољност да се заглави у стилу или жанру; у интервјуу за New Musical Express, Робинсон тврди да може да уради „све“ креативно, наводећи своје уверење да се хеви метал музичка заједница проширила да укључи више жанрова и да више прихвата ЛГБТК+ заједницу. Међутим, такође наводи је хеви метал заједница „на удару“, а Робинсон себе сматра „побуњеником“.
Робинсон ставља нагласак на покушајима да буде „добар узор“ са музиком, наводећи уверење да многи у индустрији „гламуризирају“ зависност од дрога. У интервјуу за Gay Times изјављује да „Морамо да парадирамо здраво понашање. Важно је да се пробијемо тако да млађа деца и тинејџери који слушају нашу музику и угледају се на нас не хране негативним понашањем.“
У интервјуима, Робинсон изјављује да су њихови омиљени уметници Доли Партон, Бритни Спирс, Нина Симон, Пол Сајмон, Џони Мичел и Led Zeppelin.

## Лични живот
Као дете, Робинсон добија дијагнозу АДХД. Тренутно борави у источном Лондону. У слободно време, Робинсон повремено ради као принцеза на догађајима за децу са инвалидитетом. Робинсон себе описује у свом личном животу као „не баш љуту особу“, те да уместо тога чува без за своје музичке наступе.
Робинсон је небинарна особа. У бројним приликама наводи своја искуства о томе како је бити у ЛГБТК+ заједници и ЛГБТК+ у музичкој индустрији. У интервјуу за Gay Times, Робинсон изјављује: „Волим да будем део кул квир сцене у успону. То немам током одрастања, тако да је важно да имате људе са којима можете да се повежете и да имате музику која вам говори и дозвољава имате више слободе да будете своји — више квир гласова је оно што је свету јебено потребно."
Робинсон практикује вештичарење, посебно магију сигила и манифестовања. Такође изјављује да ради магију крви током менструације, наводећи да је то „приношење сопствене крви на излив и такође је заиста добро за вашу кожу“. Чаробњаштво је имало велики утицај на њихову музику; бројне чаролије и клетве су укључене у различите песме, при чему Робинсон прави сопствени сигил као свој лого.
Робинсон изражава подршку искључивању Израела са такмичења за Песму Евровизије 2024. као резултат рата између Израела и Хамаса. Заснивајући своју аргументацију око искључења Русије са такмичења за Песму Евровизије 2022, Робинсон за Irish Examiner изјављује: „Када су се ствари дешавале са Украјином, Русији није било дозвољено да учествује, тако да мислим да не би требало да постоји правило за једног и другачије за другог“. Међутим, такође изјављује да одлуку о искључењу Израела треба препустити Европској радиодифузној унији.

## Дискографија

### ЕП-ови
| Песма        | Детаљи                                                                                                |
| ------------ | --- |
| Psilocyber   | - Објављен: 14. мај 2021. - Издавачка кућа: Unity Records - Формат: Дигитално преузимање, стриминг    |
| High Romancy | - Објављен: 27. октобар 2021. - Издавачка кућа: Smol Records - Формат: Дигитално преузимање, стриминг |
| Cathexis     | - Објављен: 13. октобар 2023. - Издавачка кућа: Haus of Thug - Формат: Дигитално преузимање, стриминг |

### Синглови
| Сингл                                   | Година | Албум или ЕП        |
| --------------------------------------- | ------ | ------------------- |
| Birthday                                | 2021.  | Psilocyber          |
| P.M.P                                   | 2021.  | High Romancy        |
| Kawasaki (I Love It)                    | 2022.  | синглови без албума |
| Headbang                                | 2022.  | синглови без албума |
| Tsunami (11:11)                         | 2022.  | синглови без албума |
| Merry Christmas Baby                    | 2022.  | синглови без албума |
| Egregore                                | 2023.  | синглови без албума |
| Careless                                | 2023.  | Cathexis            |
| Last Summer (I Know What You Did) (са Jinka) | 2023.  | Cathexis            |
| Doomsday Blue                           | 2023.  | Cathexis            |